# Карл Вебер (адмірал)
Карл Вебер (нім. Carl Weber; 23 квітня 1896, Розен — 5 листопада 1975, Гамбург) — німецький військовий інженер, контрадмірал-інженер крігсмаріне (1 квітня 1943).

## Біографія
7 серпня 1914 року вступив добровольцем на військово-морські верфі. Учасник Першої світової війни, служив на лінійному кораблі «Імператор Карл Великий» (квітень–серпень 1915), міноносці V-28 (серпень 1915 — вересень 1916), лінійних кораблях «Баден» (жовтень 1916 – вересень 1917) і «Швабія» (вересень-грудень 1918). 17 грудня 1918 року демобілізований.
20 березня1920 року знову прийнятий на флот. З 10 жовтня1923 року — головний інженер на кораблях 4-ї півфлотилії міноносців, з 15 жовтня 1925 по 1 липня 1928 року — вахтовий інженер на крейсері «Емден», з 21 вересня 1929 по 2 жовтня 1931 року — інженер 3-ї півфлотилії міноносців. 9 квітня 1934 року відряджений у Вільгельмсгафен для приймання крейсера «Емден» і 29 вересня 1934 року зайняв на ньому посаду головного інженера. 10 вересня 1935 року переведений в Морське керівництво (з 1935 року — ОКМ), служив у Командному управлінні.
31 жовтня 1938 року призначений командиром 14-го корабельного кадрованого батальйону, а 19 листопада 1939 року — інженером військово-морської станції «Нордзе». З 21 серпня 1940 року — директор транспортного відділу штабу командувача-адмірала у Франції, брав участь у підготовці операції «Морський лев». З 15 жовтня 1941 року — начальник штабу інспекції корабельних машин. 15 листопада 1943 року переданий в розпорядження начальника Вищого командування ВМС «Нордзе» і 4 січня 1944 року призначений комендантом військово-морського арсеналу в Бордо. 23 серпня 1944 року під його командуванням було сформовано морську бригаду Вебера. Вів запеклі бої у Бордо, але його бригада була розгромлена, а сам Вебер 19 вересня 1944 року взятий у полон. 4 лютого 1948 року звільнений.

## Нагороди
- Срібна медаль Військових заслуг Карла Фрідріха
- Медаль «За вислугу років» (Пруссія) 3-го класу (9 років)
- Сілезький Орел 2-го ступеня
- Почесний хрест ветерана війни з мечами
- Медаль «За вислугу років у Вермахті» 4-го, 3-го, 2-го і 1-го класу (25 років)
- Медаль «У пам'ять 1 жовтня 1938 року»
- Залізний хрест 2-го класу